# Camilo Cobo Gormaz
José Camilo Cobo Gormaz (Santiago, 28 de abril de 1899-Santiago, 27 de febrero de 1985) fue un abogado y político chileno, miembro del Partido Conservador. Se desempeñó como ministro de Tierras y Colonización de su país, durante el gobierno del presidente radical Gabriel González Videla entre julio y noviembre de 1952.

## Familia y estudios
Nació en Santiago de Chile el 28 de abril de 1899, hijo del militante conservador y empresario José Salustio Cobo Espínola y de Rosa Gormaz Martínez. Su abuelo paterno Camilo Cobo Gutiérrez, se desempeñó como diputado por Chillán entre 1870 y 1876, y ministro de Hacienda entre 1871 y 1872, bajo el gobierno del presidente Federico Errázuriz Zañartu. Realizó sus estudios primarios y secundarios en el Colegio San Ignacio, de Santiago. Continuó los superiores en la carrera de derecho de la Pontificia Universidad Católica (PUC), titulándose como abogado el 9 de enero de 1931, con la tesis La responsabilidad del Estado.
Se casó en Santiago el 25 de abril de 1936 con María Raquel del Pilar de la Maza Rodríguez, con quien tuvo dos hijos, Camilo Ignacio y Roberto.

## Carrera profesional y política
Inició su actividad laboral en el sector público, incorporándose en 1926, durante el primer gobierno del presidente Carlos Ibáñez del Campo, al Consejo de Defensa del Estado (CDE), organismo en el que desde 1938 pasó a ejercer como secretario-abogado. Posteriormente, en 1947, asumió como secretario de la «Liga Protectora de Estudiantes de Santiago».
En el ámbito político, militó en las filas del Partido Conservador. A inicios de 1952, en el marco del gobierno del presidente radical Gabriel González Videla, fue designado como presidente de la Caja de Colonización Agrícola —entidad dependiente del Ministerio de Tierras y Colonización—, función que ocupó hasta el 29 de julio de ese año, cuando asumió la titularidad de dicha repartición, ejerciendo el cargo hasta el término de esa administración el 3 de noviembre del mismo año.
Entre otras actividades, fue miembro de la Acción Católica, de la Juventud Católica y de la organización "Caballeros de Colon", así como también, socio del Club de La Unión. Falleció en su lugar natal, Santiago, el 27 de febrero de 1985, a los 85 años.